# Fishtoft
Fishtoft – wieś i civil parish w Anglii, w Lincolnshire, w dystrykcie Boston. W 2011 roku civil parish liczyła 6835 mieszkańców. Fishtoft jest wspomniana w Domesday Book (1086) jako Toft.